# Phaéna, l'effondrement d'un monde
Phaéna, l'effondrement d'un monde (en russe : Фаэты) est un roman fantastique et de science-fiction de l'écrivain soviétique Alexandre Kazantsev, écrit entre octobre 1968 et février 1971. Le livre combine plusieurs genres dont le space opera et l'utopie. Il a été publié dans des périodiques, puis une édition séparée a suivi en 1974.
Le roman est une trilogie dont l'action se déroule un million d'années avant notre ère, il y a 13 000 ans et aux XXIe et XXIIe siècles.
C'est l'œuvre la plus notable d'Alexandre Kazantsev.